# Nagy Balogh János

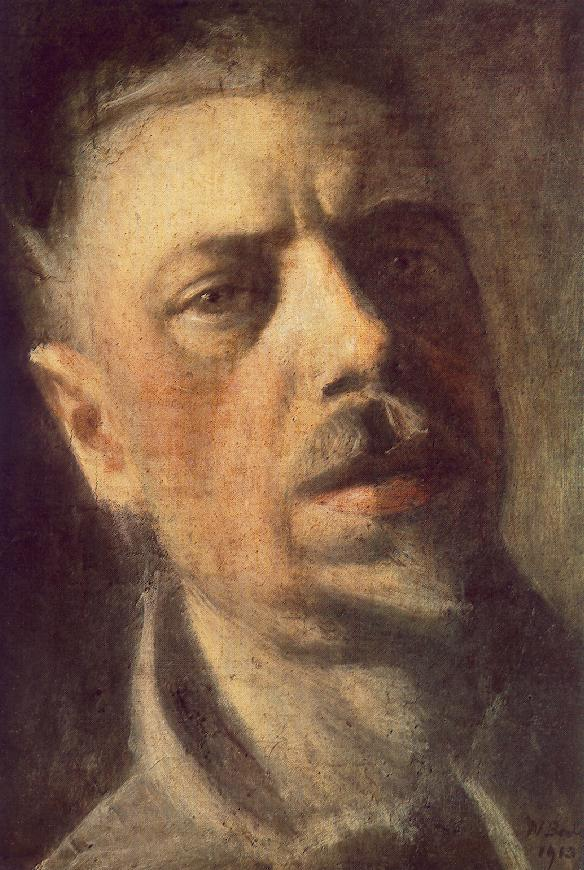
Önarckép (1913)

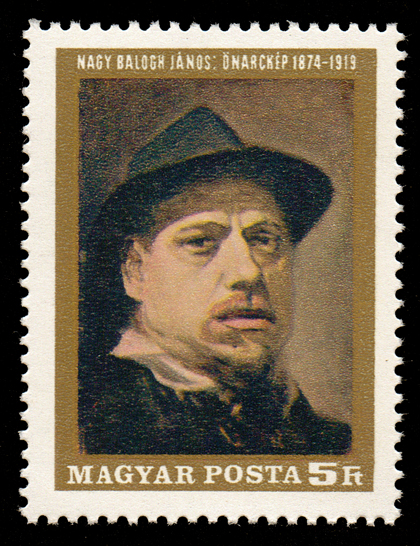
Nagy Balogh Önarckép bélyegen (1969)

Nagy Balogh János (Budapest, 1874. augusztus 2. – Budapest, Ferencváros, 1919. november 18.) magyar festő, grafikus.
Művészete a nagybányai neósokéval és a Nyolcak művészetével rokon, sajátos kubista stílust alakított ki, s belülről jövő természetességgel ábrázolta saját szűk környezete, édesanyja, maga és a kubikosok mélyszegénységét.

## Életpályája
Proletársorból származott, Budapest akkori külvárosának számító Kispesten született. Gyermekkora és késő ifjúsága is Kispesten telt, nagyon nagy szegénység közepette. Ám ő különös módon a kényszerűséget elfogadva, harmóniában élt ezzel a szegénységgel, elfogadta, szerette, inspirációt szerzett belőle, művészete szolgálatába állította idővel azt. Iskoláit elvégezvén szobafestőinasnak állt, ahol az egyik részeges mázolómestere ütlegelései, káromkodásai világították meg számára a civilizáció sóvárgott útját. Feléledt benne a tudásvágy és ettől kezdve minden lehetséges pénzt félretett, hogy tanulhasson, képezhesse magát, hogy igazi festővé válhasson. Viszont ő is ahhoz a generációhoz tartozott, akiknek az életét, sorsát az I. világháború jelentősen befolyásolta, megszakította, vagy éppen elvette örökre.
Gondoljunk August Macke, Franz Marc német expresszionista festőkre, kik közül Macke mindjárt bevonulása után életét vesztette, még 1914-ben, Marc két évvel később, 1916-ban, magyar festők közül pld. Mednyánszky László frontrajzolóként sebesült meg, 1919-ben sebesülése következtében meghalt, Derkovits Gyula fél karját vesztette el a háborúban, s további alkotásait fél kézzel hozta létre. Nagy Balogh János is fél karjával adózott a háborúnak, 1919-ben belehalt sérüléseibe.
Az Iparrajziskolában Györgyi Kálmánnál tanult. Szobafestéssel kereste kenyerét, mellette az Iparművészeti Iskola esti tanfolyamait látogatta, 1899-ben a müncheni festészeti akadémiára is kijutott, aktokat rajzolt Herterich iskolájában, de lényegében autodidakta volt, nem látogathatott nappali kurzusokat, nem „valcolhatott” hosszabb ideig nyugati országok mesteriskoláiban, de még hazai művésztelepeken sem, mindezt anyagi okokból. Egész egyszerűen, mert nem engedhette meg magának.
Minden képe egy-egy önvallomás, magányos, visszafogott életének egy-egy intim megnyilatkozása. Csak akkor festett, rajzolt, ha arra múlhatatlanul szüksége volt. Hatott rá Paul Cezanne térelmélete és a korai kubizmus, ezek mentén alakította ki formanyelvét, amellyel ábrázolta saját szegényes és egyszerű környezetét, s a kubikos munkások életét. Utolsó festői élménye Millet volt, az ő hatására fordult érdeklődése az egyszerű munkások ábrázolása felé. Talicskázó, görnyedő kubikusok rózsaszín-lila ködbe álmodott egymásutánjai kerültek ki ecsetjei alól. A munka szimfóniáját akarta majd egyszer megfesteni, méretes figurákkal, ahogy erről barátjának, Bálint Jenő újságírónak beszélt. Édesanyjáról készített rajz- és festménysorozata, saját önarcképsorozata, csendélet-sorozata, enteriőrjei jelzik művészi fejlődésének állomásait, egyéni stílusa megtalálásához vezető útját, összefoglaló kompozícióteremtő képességét. Visszafogott, halvány, választékos színvilága még csak jobban kiemeli kompozícióinak geometriai meghatározottságát. Drámai hangvételű önarcképein a festő Hals- és Rembrandt élményei tükröződnek. Megható az a mély-, de mégis tisztes szegénység, amelyet képei nagy őszinteséggel tükröznek.
Egy önarcképén dolgozott, amikor az összeomlás érte, agyvérzést kapott. Ecsettel a kezében, hanyatt fekve találtak rá a szomszédok. Haldokolt, de még élt néhány órát a kórházba szállítását követően.
Szoba-konyhás kispesti lakásának fehérre meszelt falai a kastélyok selyemkárpitját jelentette számára. Egy rossz, nagy karimájú kalapnak örök hűséget esküdött, nem értve, hogy vannak fényűző kirakatok telve vadonatúj kalapokkal… Egy ibrik, egy kék fazék, egy gyúródeszka, egy cselédágy, vagy egy avítt légynyomos tükör olyan reminiszcenciákat ébresztettek benne, mint antikvitások szerelmeseiben a korhű, főúri relikviák. Ezek között nőtt fel, ezeket választotta képtémául, és édesanyját, a zsámolyon üldögélő öreg tótasszonyt, aki egyszer azonban végérvényesen itt hagyta, s azon túl nem volt aki helyette modellnek leüljön. A város nem jelentett művészi értelembe véve élményt számára. Igazi élete Kispesten folyt. Úgy ment haza – mint mondják kevés számú ismerői – mint egy uzsorás az eldugott páncélszekrényéhez. Titok övezte, mint él, mint dolgozik. Folyton gyűjtögette képeit, de megmutatni keveseknek mutatott meg egy-egy festményét. Az egészet senkinek. Inkább szobafestést vállalt, semhogy eladott volna egyet is közülük. Kevés keresményét pedig festékek, vásznak, festőeszközök vásárlására fordította, pénz nemigen gurult zsebeiben, de mindezt olyan kedves és könnyed mosollyal viselte, mint aki a kávéház ajtajából közvetlenül a saját autójába lép…
Barátja, Bálint Jenő temettette el a Rákoskeresztúri temetőben, úgy halt meg, hogy senki ismerősei közül nem tudott róla. Sírja alig tíz év alatt elhanyagolt lett, beomlott.
"Nagy Balogh János magára húzta a földet, mint egy ágytakarót. Elbújt, játszadozva velünk, hogy rá ne találjunk soha" – írja halálának tízéves évfordulója kapcsán Bálint Jenő. (Pesti Napló, Vasárnapi melléklete, 1929. március 24.)
Életében kiállításra nem kerültek művei, nagyközönség, és a szakma először művészetét a kommün idején fedezhette fel. Igazi áttörést a Szépművészeti Múzeumra maradt hagyaték 1922-ben megrendezett gyűjteményes kiállítása jelentette. Innentől fogva elfogadottá vált, hogy Nagy Balogh János művészete kitörölhetetlenül része a 20. századi magyar festészetnek. Elek Artur, Petrovics Elek, Bálint Jenő együttes könyvet írt róla (Budapest, 1922).
1945 után, a kommunizmus idején, mint szegény sorsú festőt felkarolta művészetét a kor művészetpolitikája. A szocialista realizmus, vagyis a szovjet mintájú szocreál lezárását jelentette az  1959-ben, halálának 50. évfordulója alkalmából megrendezett emlékkiállítás a Magyar Nemzeti Galériában. Németh Lajos művészettörténész írt róla könyvet (Budapest, 1960, 1980). Valódi és tényleges felfedezése ennek a kiállításnak a kapcsán következett be, azzal együtt is, hogy a szocialista művészetszemlélet fénye kísérte ekkor még munkásságának értékelését. Az 1970-es és az 1980-as években egyre tisztábban rajzolódott ki munkássága.

## Művei (válogatás)

### Vegyes témák

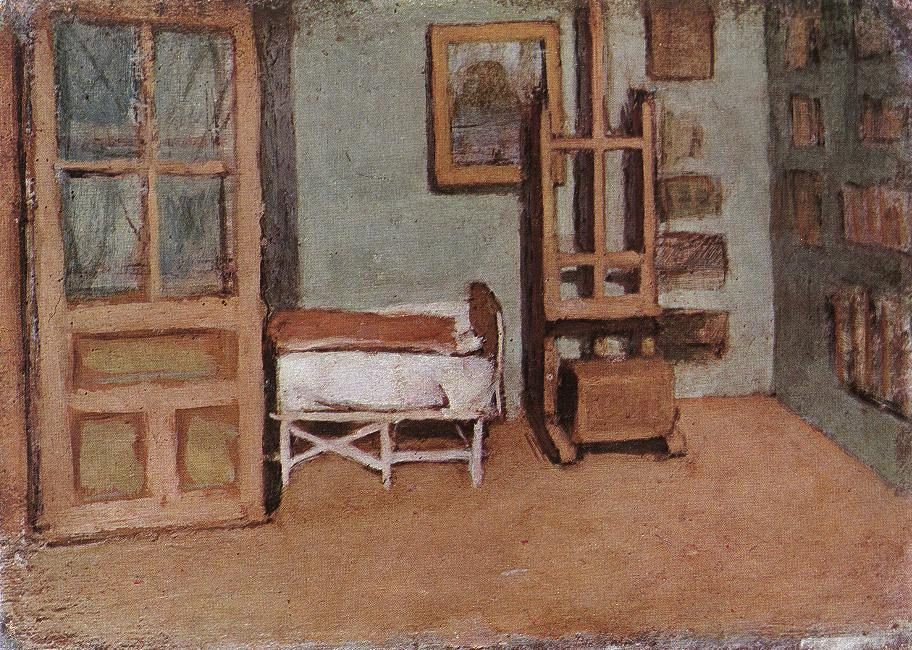
Műterem (1912)
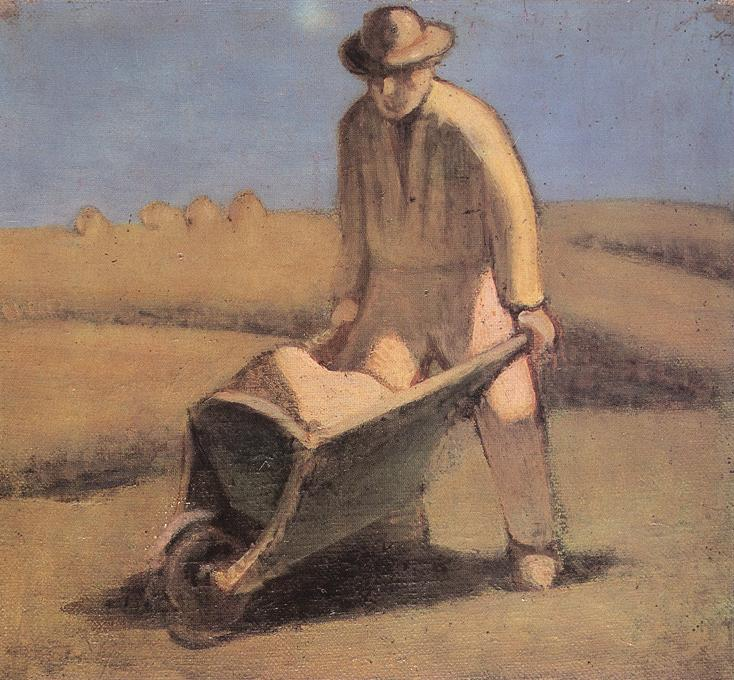
Kubikos (1912 körül)
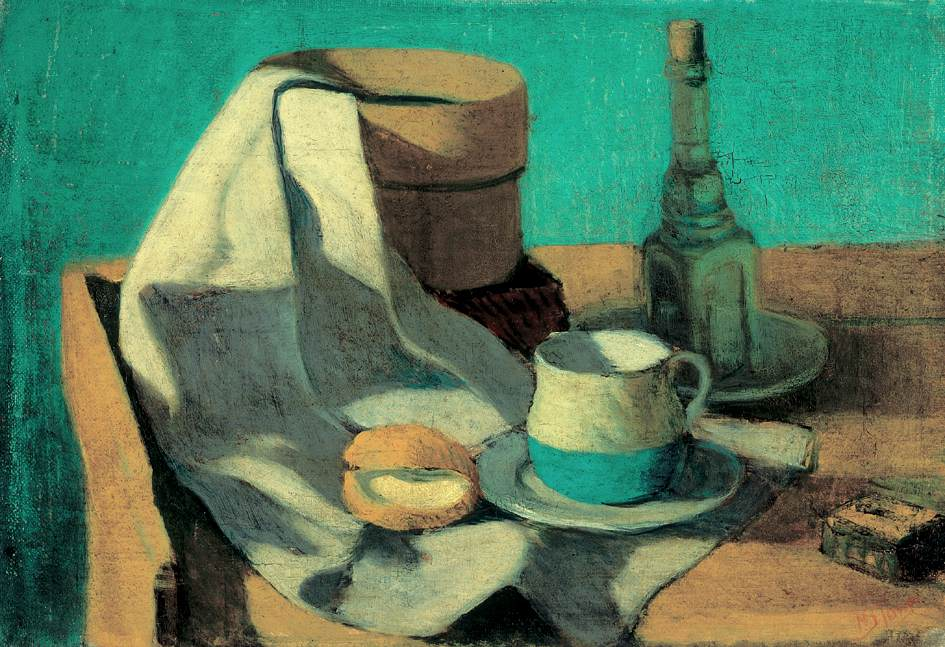
Csendélet szitával, zsemlével és bögrével (évszám nélkül)
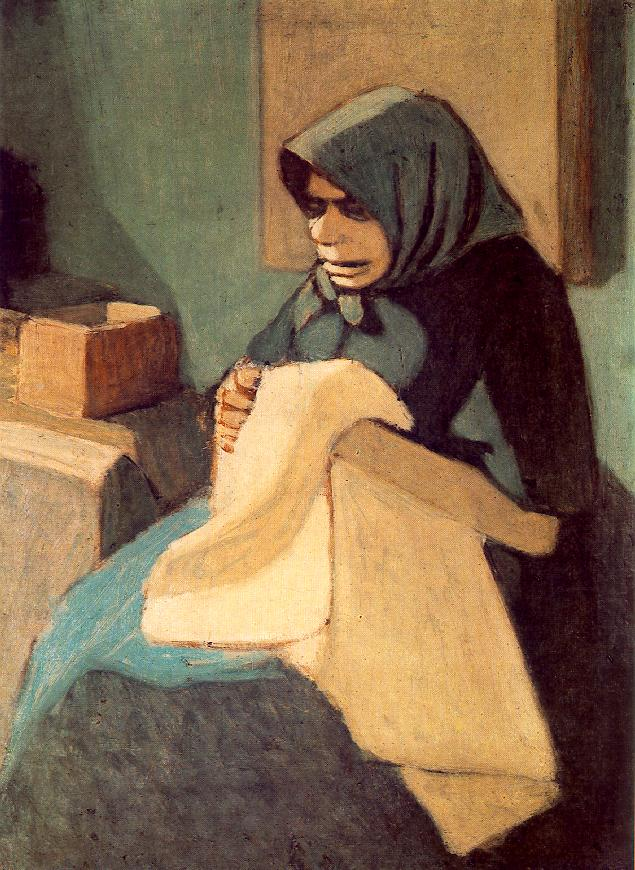
A művész édesanyja (1910-es évek)

### Önarckép sorozatából

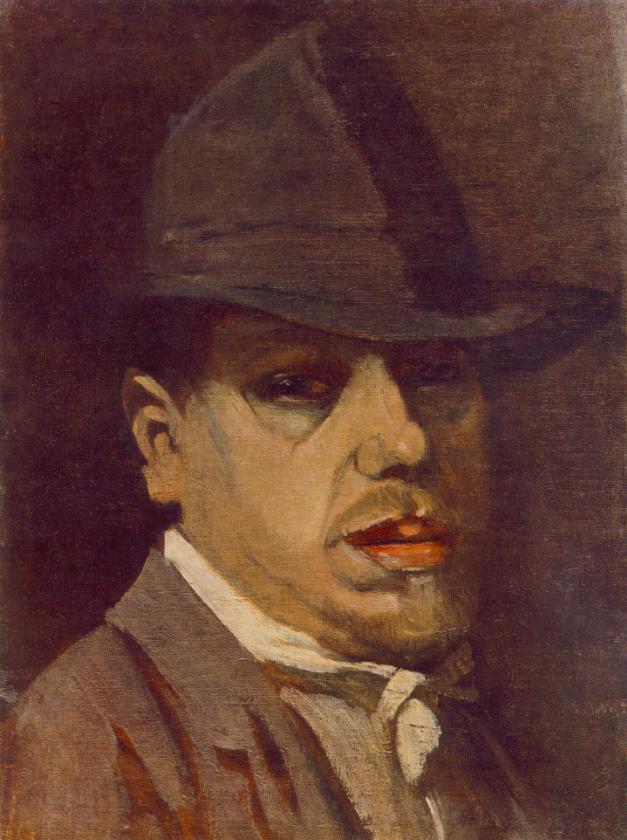
Önarckép I.
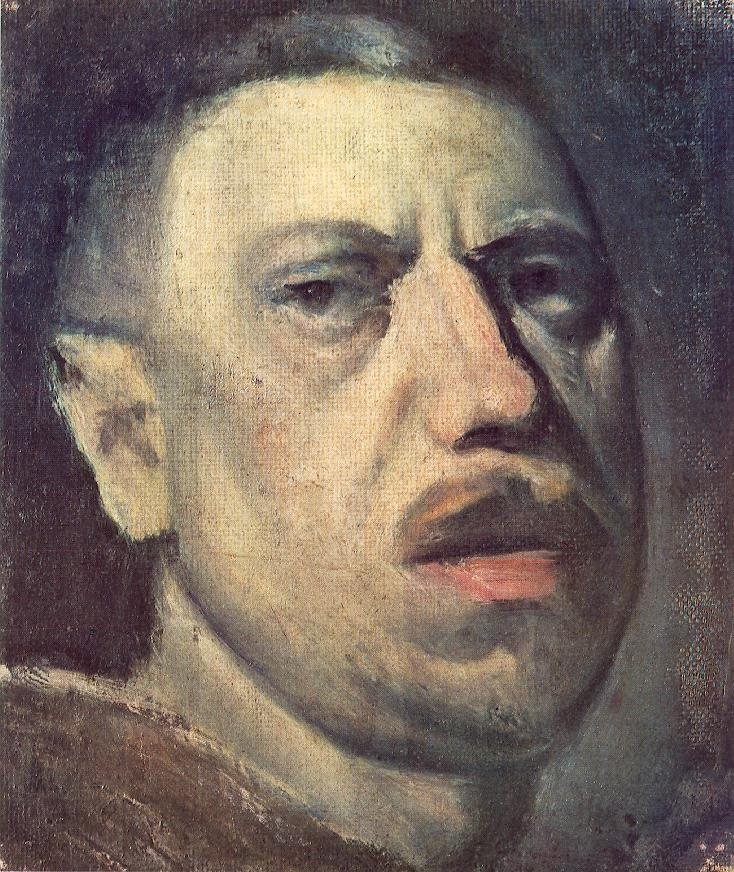
Önarckép II.
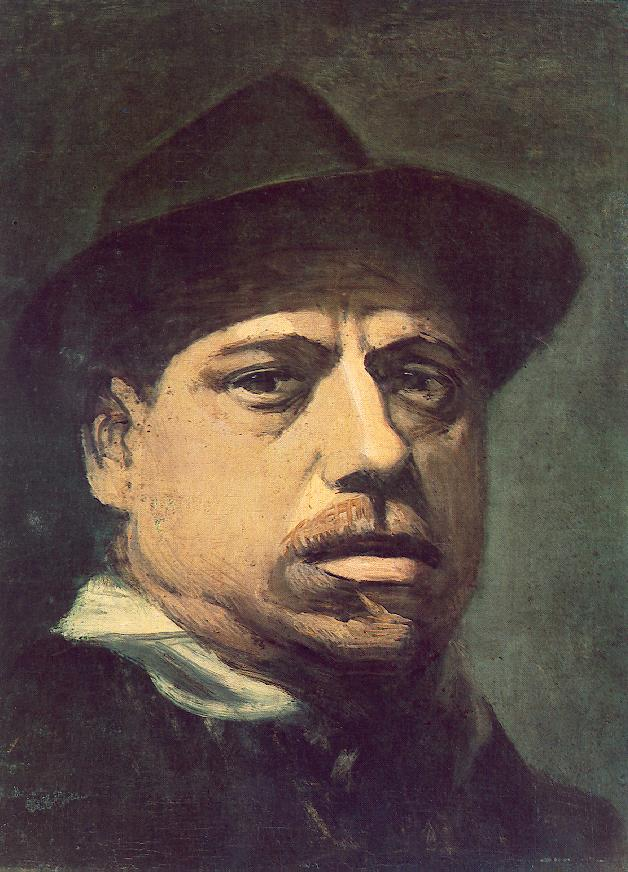
Önarckép III.
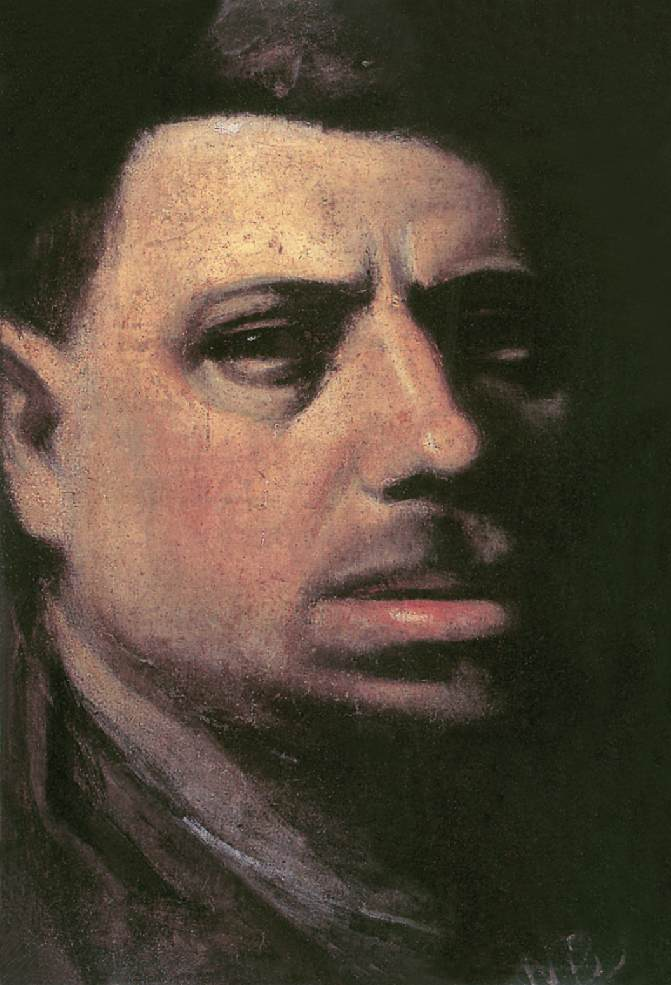
Önarckép IV.

### Műveiből
- A művész anyja (olaj, vászon, 57 x 45 cm; Magyar Nemzeti Galéria, Budapest)
- A művész anyja (olaj, vászon, 68 x 49 cm; MNG, Budapest)
- A művész anyja (olaj, vászon, 60 x 44 cm; MNG, Budapest)
- A művész anyja (olaj, vászon kartonon, 67 x 49,5 cm; magántulajdonban)
- Csendélet 1910-es évek (olaj, vászon, 49,5 x 69,5 cm; MNG, Budapest)
- Csendélet szitával, zsemlével és bögrével (olaj, karton, 33 x 47,5 cm; magántulajdonban)
- Földmunkások (olaj, vászon, 37 x 50 cm; MNG, Budapest)

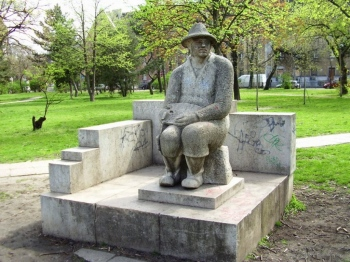
Martsa István: Nagy Balogh János emlékműve, Budapest, 19. ker., Templom Tér (1975)

- Konyhacsendélet (tus, toll, papír, 23,5 x 29,9 cm; MNG, Budapest)
- Kubikos (1912 körül) (olaj, vászon, 27 x 33 cm; MNG, Budapest)
- Kubikos (Olaj, lemezpapír, 26 x 32 cm; MNG, Budapest)
- Műterem (1912 körül) (olaj, vászon, lemezpapírra ragasztva, 25,5 x 32 cm; MNG, Budapest)
- Taligások 1912 (olaj, vászon, 19 x 26 cm; MNG, Budapest)
- Önarckép (1910 körül) (olaj, vászon, 51 x 38,5 cm; MNG, Budapest)
- Önarckép (1913) (olaj, vászon, 44 x 30 cm; MNG, Budapest)
- Önarckép (olaj, vászon, 35 x 24 cm; MNG, Budapest)
- Önarckép (olaj, vászon, 41 x 30,5 cm; MNG, Budapest)
- Önarckép (1910-15) (olaj, papír, 32 x 21 cm; Janus Pannonius Múzeum, Pécs
- Szobasarok kályhával (1910) (olaj, vászon, 29 × 23 cm)

## Emlékezete

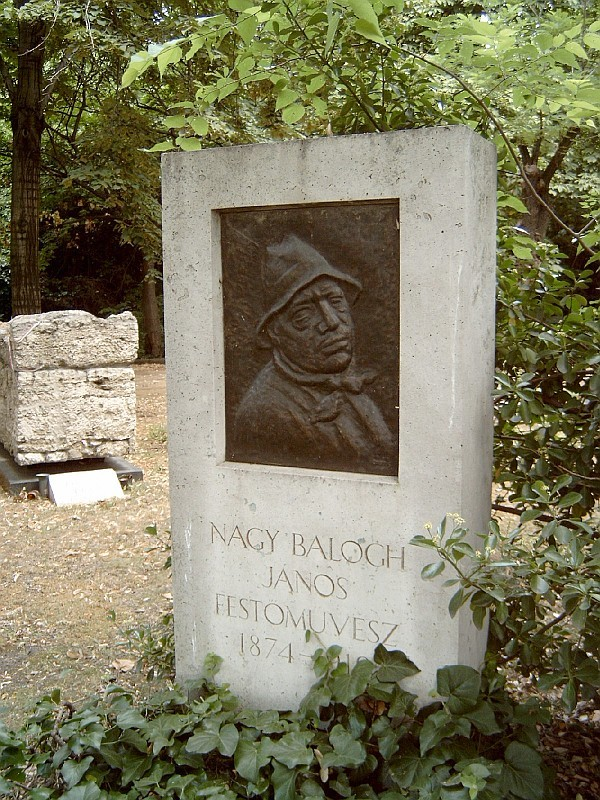
Nagy Balogh János sírja Budapesten. Kerepesi temető: 34/2-1-11. (Borsos Miklós alkotása)

1929-ben tiszteletére megalakították Nagy Balogh János Képzőművészeti Kört, 1979-ben még működött. Az alapításban részt vett többek között Faith István, Kispest város főépítésze, aki maga is kitűnő festő volt.1969-ben került postabélyegre az egyik önarcképe. Emlékszobrot 1975-ben állítottak tiszteletére Budapest XIX. kerületében, a Templom téren. A szobor alkotója Martsa István.
2000-ben a Home Galéria rendezett emlékkiállítást Nagy Balogh János és Czimra Gyula műveiből.
Népszerűsége mind a mai napig töretlen, köszönhető ez Nagy Balogh modern stílusának, összefoglaló kompozícióteremtő képességének és témájának, a mély szegénységnek. A modern stílusok által közvetített kihívások folyamatosan jelen vannak, s a mély szegénység újra való kiterjedtsége, s az azzal való együttélés és szembenézés bátorsága élteti művészetét.
A művész hagyatékát a Kispesti Helytörténeti Gyűjtemény őrzi, e helytörténeti gyűjtemény Nagy Balogh János Kiállítótermet működtet, melyben a múzeum időszakos kiállításai kerülnek megrendezésre.

## Szakirodalom (válogatás)
- Nagy Balogh János élete és művészete, 1874-1919 : Egy ismeretlenül élt festő emlékkönyve / szerk. Elek Artúr Budapest : Amicus, 1922.  68 o. : ill.
- Nagy Balogh János 1874-1919 emlékkiállítás / ill. Petrás István; [közread. a] Magyar Nemzeti Galéria Budapest, 1959.
- Németh Lajos (művészettörténész): Nagy Balogh János. Budapest : Képzőművészeti Alap Kiadóvállalata, 1960. 153 o. : ill. (második kiad. 1980)
- Nagy Balogh János / a kiáll. rendezte, katalógust összeáll. Borbély László. Budapest, 1977.
- 50 éves a kispesti Nagy Balogh János Képzőművészeti Kör / [közrem. Ecsery Elemér … et al.] Budapest : Nagy Balogh Képzőművészeti Kör, 1979. 100. o. ISBN 963-01-2132-8

## Külső hivatkozások
- MÉL
- Nagy Balogh János szobra Budapesten, a Kós Károly téren
- Nagy Balogh János életrajza és képei a Képzőművészet Magyarországon honlapon